# Rezultanta
Rezultánta je vektorska vsota dveh ali več vektorjev, npr. sil v fiziki.
V algebri je rezultánta tudi determinanta, sestavljena iz koeficientov dveh polinomov. Polinoma imata skupno ničlo natanko tedaj, ko je njuna rezultanta enaka nič.